# Boris Fausto
Boris Fausto (São Paulo, 8 de dezembro de 1930 – São Paulo, 18 de abril de 2023) foi um historiador e cientista político brasileiro.

## Biografia
Nascido em uma família de imigrantes judeus, filho de Eva Fausto, nascida na Turquia, e Simon Fausto, na região da Transilvânia, hoje Romênia, frequentou o então chamado curso primário e o ginasial do Colégio Mackenzie e o ciclo colegial do Colégio São Bento. Concluiu, respectivamente, graduação e mestrado em Direito e História pela Universidade de São Paulo.
Realizou uma carreira profissional paralela como assessor jurídico da USP e como historiador. Sob o último aspecto, desenvolveu pesquisas principalmente sobre a história política do Brasil no período republicano, sobre a imigração em massa para o Brasil, crime e criminalidade em São Paulo, e sobre o pensamento autoritário.
Escreveu artigos para diversos periódicos nacionais, entre eles Piauí e a Folha de S. Paulo.
Sua principal obra é A Revolução de 1930 - historiografia e história publicada pela primeira vez em 1970 e considerada ainda hoje um clássico das ciências sociais brasileiras, na qual, apesar de ser paulista, Boris Fausto contesta as versões que defendem São Paulo durante a Revolução de 1930 e na Revolução Constitucionalista de 1932. Uma de suas obras mais populares[carece de fontes?] é História do Brasil, onde analisa os 500 anos de história brasileira com foco para o ensino médio. Escreveu também Trabalho Urbano e Conflito Social e Crime e Cotidiano.
Em 1961, casou-se com a educadora e sócia fundadora da Escola Vera Cruz, Cynira Stocco Fausto (1931-2010), com que teve dois filhos, o sociólogo Sérgio Fausto e o antropólogo Carlos Fausto.
Alguns anos antes de falecer, publicou O Crime da Galeria de Cristal, em que olha para o gênero True Crime, que vem crescendo em popularidade. Por meio de seu olhar atento de historiador, abordou três dos crimes mais célebres do Brasil, traçando um paralelo histórico com a industrialização e crescimento de São Paulo como uma metrópole. O Crime da Galeria de Cristal, em particular, marcou época como um dos primeiros exemplos de uma mulher absolvida por legítima defesa da honra (outro exemplo foi Sylvia Serafim, alguns anos depois).
No ano de 2021, sofreu um acidente vascular cerebral (AVC) em sua residência em São Paulo. Posteriormente, conseguiu recuperar-se do acidente.

## Formação
- 1953 - Bacharel (Direito) - Faculdade de Direito da Universidade de São Paulo, USP.
- 1966 - Bacharel e licenciado (História) - Faculdade de Filosofia, Letras e Ciências Humanas da USP, FFLCH/USP.
- 1965 - Professor assistente da Faculdade de Filosofia e Ciências Humanas da Pontifícia Uiversidade Católica de São Paulo, FFCH/PUC-SP.
- 1968 - Pós-graduado (Metodologia da História) - FFLCH/USP.
- 1968 - Doutor (História) - FFLCH/USP.
- 1975 - Livre-docente (Ciência política) - FFLCH/USP.
- 1988/1997 - Professor colaborador aposentado do Departamento de Ciência política) - FFLCH/ USP.
- 2001 - Ingresso na Academia Brasileira de Ciências.

## Prêmios
- 1995 - Prêmio Jabuti - Câmara Brasileira do Livro - Categoria Livro Didático.
- 1998 - Prêmio Jabuti - Câmara Brasileira do Livro - Categoria Ciências Humanas.
- 1999 - Annual Americas's Award - The Crime, Law and Deviance Section of the American Sociological Association.
- 2000 - Prêmio Jabuti - Câmara Brasileira do Livro - Categoria Ciências Humanas.

### Autor
- Trabalho urbano e conflito social, DIFEL, 1977; Ed. Bertrand Brasil, 5.e., 2000.
- Crime e cotidiano: A Criminalidade em São Paulo (1880-1924), 1.ed., Editora Brasiliense 1984; 2.ed., EDUSP, 2001.
- Historiografia da imigração para São Paulo, IDESP, Editora Sumaré, 1991.
- História do Brasil, Fundação para o Desenvolvimento da Educação, 1994. | Prêmio Jabuti 1995, categoria Livro Didático.
- Brasil, de colônia a democracia, Alianza, 1995. | (em espanhol)
- Imigração e política em São Paulo, Editora Sumaré, 1995 | Diversos autores.
- A Revolução de 1930: historiografia e história, Companhia das Letras, 1997.
- Negócios e ócios: histórias da imigração, Companhia das Letras, 1997. | Prêmio Jabuti 1998, Categoria Livro de Ciências Humanas.
- Fazer a América: a imigração em massa para a América, EDUSP, 1999. | Organizador. | Prêmio Jabuti 1998, Categoria Livro de Ciências Humanas.
- História Concisa do Brasil, EDUSP, IMESP, 2000.
- O pensamento nacionalista autoritário, Jorge Zahar Editor, 2001.
- Brasil e Argentina: Um ensaio de história comparada (1850-2002), Editora 34, 2004. | Co-autoria: Fernando J. Devoto.
- Memória e história, Editora Graal, 2005.
- Céu da boca: Lembranças de refeições da infância, Editora Ágora (Summus Editorial), 2006. | Diversos autores.
- Getúlio Vargas: O poder e o sorriso, Companhia das Letras, 2006.
- O crime do restaurante chinês: Carnaval, futebol e justiça na São Paulo dos anos 30, Companhia das Letras, 2009.
- Memórias de um historiador de domingo, Companhia das Letras, 2010.
- O Brilho do Bronze, Cosac Naify, 2014.
- O crime da galeria de cristal, Companhia das Letras. 2019.
- Vida, morte e outros detalhes, Companhia das Letras. 2021

### Coleção História Geral da Civilização Brasileira
Coleção lançada na década de 1990 e reeditada nos anos 2000 pela Editora Bertrand Brasil, escrita em parceira com Sérgio Buarque de Hollanda.
- Vol.01 - A época colonial: do descobrimento à expansão territorial.
- Vol.02 - A época colonial: administração, economia, sociedade.
- Vol.03 - O Brasil monárquico: o processo de emancipação.
- Vol.04 - O Brasil monárquico: dispersão e Unidade.
- Vol.05 - O Brasil monárquico: reações e transações.
- Vol.06 - O Brasil monárquico: declínio e queda do Império.
- Vol.07 - O Brasil monárquico: do Império à República.
- Vol.08 - O Brasil republicano: estrutura de poder e economia (1889-1930).
- Vol.09 - O Brasil republicano: sociedade e instituições (1889-1930).
- Vol.10 - O Brasil republicano: sociedade e política (1930-1964).
- Vol.11 - O Brasil republicano: economia e cultura (1930-1964).

### Participação
- Ladrilhadores e semeadores: a modernização brasileira no pensamento político de Oliveira Vianna, Sérgio Buarque de Holanda, Azevedo Amaral e Nestor Duarte (1920-1940) - (Prefácio de Bóris Fausto), Luiz Guilherme Piva, Editora 34, 2000.
- Conversas com historiadores brasileiros, (Org. José Geraldo Vinci de Moraes e José Marcio Rego), Editora 34, 2002.